# City by the Sea
City by the Sea (br: O Último Suspeito) é um filme norte-americano do gênero drama, dirigido por Michael Caton-Jones. Lançado em 2002, foi protagonizado por Robert De Niro, James Franco, Eliza Dushku, Frances McDormand e William Forsythe.